# خانتوس

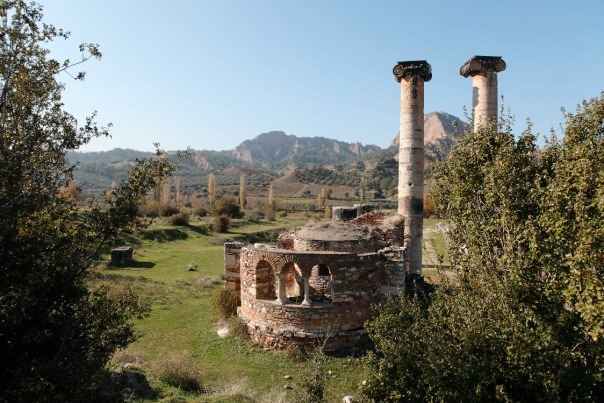
معبد آرتمیس ترکیه در سارد

خانتوس لیدیایی (Xanthus) یا گزانتوس لودیایی تاریخ‌نگار اهل لیدیه بود که در میانهٔ سدهٔ پنجم پیش از میلاد می‌زیست. یقین شده که او در سارد می‌زیسته و کتابی دربارهٔ تاریخ لیدیه نگاشته که لودیاکا نام داشته است. خانتوس هم‌روزگار هرودوت بود. بیشتر تمرکز کار او بر پادشاهان لیدیه بود. نوشته‌های او در آینده در منابع نیکولاس دمشقی قرار گرفت.

## زندگی
خانتوس مورخ اهل یونان باستان، لوگونویس و شهروند لیدیه بود که در اواسط قرن پنجم پیش از میلاد، متن‌هایی در مورد تاریخ لیدیه معروف به لیدیاکا (Λυδιακά)، اثری که به شدت توسط دیونوسیوس هالیکارناسی تحسین شد. خانتوس نیز گهگاه دربارهٔ زمین‌شناسی مطالبی می‌نوشت. اعتقاد بر این است که خانتوس اولین مورخی است که مطالب قابل توجهی در مورد تاریخ لیدیه نوشته است. همچنین اعتقاد بر این است که او اثری با عنوان «ماژیکا» (Magica) و همچنین اثری با عنوان «زندگی امپدوکلس» نوشته است. اعتقاد بر این است که خانتوس تا حدودی از سنت‌های ایران آگاهی داشته است، و این احتمال وجود دارد که او، دربارهٔ دین ایرانی نوشته باشد، اما به دلیل شواهد موجود بعید به نظر می‌رسد.
اعتقاد بر این بود که جایگاه او در سارد، پایتخت لیدیه است. او معاصر و همکار هرودوت بود و بیشتر نوشته‌های او مربوط به نسب و اعمال فهرست شاهان لیدیه است. خانتوس به خاطر نوشتن به سبک سنتی یونی‌ها در تلاش برای تثبیت صحنه اسطوره‌های رایج شهرت داشت. یکی از نمونه‌های خانتوس که از این نوع سبک نوشتاری استفاده می‌کند، زمانی است که صحنه «مجازات غول» را در Katakekaumene قرار داد. خانتوس همچنین به دلیل اقتباس از وقایع تاریخی که اغلب خسته کننده تلقی می‌شدند به سبکی که عموم مردم یونانی‌ها از آن لذت می‌بردند، شهرت داشت. خانتوس یکی از منابع اصلی مورد استفاده نیکولاس دمشقی (۶۴ پیش از میلاد) بود.

## لیدیاکا
بر اساس منابع استفانوس بیزانتیوس، اعتقاد بر این است که «لیدیاکا» (یونانی: Λυδιακά، «Ludiaka») از چهار کتاب مختلف تشکیل شده است. متأسفانه نمی‌توان گفت که خانتوس چگونه مطالب خود را در کتاب‌ها تنظیم کرده است و همچنین نمی‌توان گفت که چه مقدار از آن به زمان‌های قبل از فهرست شاهان لیدیه (یعنی قبل از ۷۰۰ قبل از میلاد) می‌پردازد.
با توجه به تمایل وی به استفاده از حکایات، گمان می‌رود که ترتیبات تاریخی او در آثارش مانند هرودوت سست بوده است.
اعتبار لیدیاکا بارها به دلیل نقل قول‌های متناقض و به دلیل اینکه تنها قطعاتی از آثار خانتوس باقی مانده است، مورد تردید قرار گرفته است. دیونوسیوس هالیکارناسی، بیشترین اعتبار را به خانتوس می‌دهد، زیرا او در مقاله‌اش دربارهٔ توسیدید اشاره می‌کند که بیشتر مورخان قبل از هرودوت گرایش‌های اسطوره‌ای داشته‌اند، اما خانتوس را ستایش می‌کند. دیونیسیوس هالیکارناسوس از خانتوس به عنوان «مردی با دانش فوق‌العاده صحیح از تاریخ اولیه، که باید در ایجاد تاریخ کشور خود در درجه دوم قرار گیرد» (I. 28) یاد می‌کند.
برای نویسنده باهوشی مانند دیونوسیوس هالیکارناسی که چنین بیانیه محکمی در مورد خانتوس و آثارش ارائه دهد، چنین استنباط می‌شود که او با مطالعه اصل لیدیاکا یا حداقل اپیتومه Menippus به این نتیجه رسیده است. و نه با خواندن نقل قول‌های غیرقابل اعتماد توسط دیونیسیوس سیتوبراکیون. بسیاری این را به عنوان شواهدی تفسیر می‌کنند که کار خانتوس اساسی و مشروع بوده است، و نه صرفاً ساختگی برخی از نویسندگان دیگر مانند سیتوبراکیون که نقل قول‌هایی را به خانتوس نسبت داده است که هرگز گفته نشده و در واقع اظهارات خود او بوده است.به نقل از استرابون، در اولین کتاب لیدیاکا به یافتن سنگ‌هایی به شکل صدف دریایی در بسیاری از مناطق داخلی مانند ارمنستان، ماتیانی اشاره شده است و فریژی سفلی، و از این مشاهده او حدس می‌زند که کل آناتولی زمانی زیر آب بوده است.

## کتاب ماژیکا/ جادو
ماژیکا (یونانی: Magica، یک بار توسط کلمنت اسکندریه ارجاع داده شده است، اما اعتبار این مرجع اغلب مورد تردید قرار می‌گیرد زیرا کلمنت اسکندریه نیز به‌طور غیرقابل اعتماد به خانتوس برای تاریخ تأسیس تاسوس اشاره می‌کند.

## نقل از خانتوس در مورد ازدواج با محارم در دوره هخامنشی
جوآن ام. بیگوود در مقاله ازدواج با محارم در ایران هخامنشی: اسطوره‌ها و واقعیت‌ها می‌نویسد: تعداد کمی از کسانی که در مورد ازدواج خویشاوندی نزدیک در دوره هخامنشی اظهاراتی می‌کنند، اطلاعات شخصی داشتند. خانتوس در حاشیه ایران هخامنشی یعنی لیدیه زندگی می‌کرد و در موقعیت مناسبی برای شناخت نسبت به دیگر یونانیان قرار داشت. مورخ دیگر هرودوت بود که در قرن پنجم قبل از میلاد، سفرهای گسترده‌ای شامل سفرهایی به بخش‌های غربی امپراتوری هخامنشی انجام داد. خانتوس تاریخ لیدیه را تقریباً در همان زمان نوشته شدن تاریخ هرودوت نوشت اما تنها تعداد بسیار کمی از نقل‌قول‌های او باقی مانده است. نویسندگان بعدی همان‌طور که کلمنت اسکندریه در قرن دوم پس از میلاد نقل می‌کنند که خانتوس ادعا کرده که رابطه جنسی با مادر، دختر و خواهر یکی از رسوم مغان (کاهنانی در غرب ایران با منشأ نامشخص) بود. با این حال، اینکه دقیقاً او چه گفته معلوم نیست و نمی‌توان از اعتبار او مطمئن بود. در تکه‌هایی که از تاریخ او باقی مانده است، یک اشتیاق آشکار برای داستان‌های پرشور، از جمله داستان‌های اعمال جنسی عجیب و غریب دیده می‌شود؛ به عنوان مثال گفته می‌شود که، پادشاه لیدی زنان را اخته می‌کرد تا از آنها به عنوان خواجه استفاده کنند. مسلماً برخی از محققان معتقدند که ازدواج‌های نزدیک در میان مغان (تنها لقب ثبت‌شده از روحانیان غرب ایران در ایران باستان) رخ داده است. با این حال، از آنجایی که گفته‌های خانتوس آشکارا هیجان‌انگیز است، به نظر می‌رسد نویسندگان بعدی صرفاً آنچه را که پیشینیان خود بیان کرده‌اند تکرار می‌کنند و شواهد به سختی قانع‌کننده هستند. در مورد اعمال فرضی کسانی که صرفاً به عنوان «پرشیا» توصیف می‌شوند، می‌توان فرض کرد که این اعمال صرفاً بر اساس مغان و خانواده سلطنتی ادعا شده است. اگر چنین ازدواج‌هایی در ایران هخامنشی رایج بودند، مطمئناً در تاریخ هرودوت، که تنها به ازدواج کمبوجیه به عنوان یک ازدواج غیرعادی اشاره شده است انعکاس پیدا می‌کرد یا در آثار نویسندگانی مانند گزنفون، افلاطون یا در تاریخ‌های بعدی استرابون (تنها به ازدواج نزدیک مغان، در بخش برگرفته از منابع ادبی اشاره کرده است) این موضوع گزارش می‌شد.